# 친원파
친원파는 고려 시대 친 몽골(원나라) 세력으로서 반란을 일으킨 사람을 가리킨다. 또는 원나라에 입조하여 고려를 침략한 인물을 가리킨다.

## 개요
고려 시대에는 친원 세력과 반원 세력이 대립했다. 고려 왕들도 친원 세력에 속한 왕과 배원 세력으로 나뉜다. 대체로, 몽골 지배하에서 왕권을 유지하기를 바라는 친원 성향을 가진 왕이 더 많았고, 공민왕은 배원 정책을 시행했다.
친원 세력에도 정도의 차이가 있는데, 단순히 외교 활동으로 몽골에 들어간 부류와, 이름을 몽골식으로 바꾸거나 아예 몽골인이 되어 버리는 경우, 고려가 자립하려고 할 때 적극적으로 반대하거나, 불만을 품고 반란을 일으킨 자들이다. 대표적으로 공민왕 때 반란을 일으킨 조일신, 권겸, 노책, 기철 등이 있다. 이 외에도 많은 친원파가 고려 시대에 있었다.
한양 조씨 조휘(趙暉)는 1258년 원나라가 고려에 침략한 뒤, 지금의 함경도 지방에 수립한 쌍성총관부(雙城摠管府)의 초대 총관을 지냈다. 이로부터 99년간 한양 조씨 일가는 쌍성총관부 총관직을 세습하며, 원나라의 앞잡이 노릇을 했다. 조소생(趙小生) 일족은 고려의 배원정책과 간섭을 거부하고 만주로 도망가 여진족에 투항하였다.
명나라 사신을 살해한 김의(金義) 역시 친원파였다. 《고려사(高麗史)》에는 김의(金義)를 야열가(也列哥)로 기록이 돼있는데, 경주 김씨에서는 조선조의 사관(史官)에 의해 날조된 것이라 주장하고 한다. 야(也)씨는 야고대 한국에 존재하였던 야만인의 성씨 또는 벽성(僻姓)이라고 하기도 하는데, 몽골족에서 나타나기도 한다. 아마도 이유는 몽골의 간접 지배 아래 고려인들의 몽골 이주가 많이 있었던 것과 관련이 있다. 고대 야(也)와 유사한 발음의 성씨는 이(伊)다.
김보(金普)는 1356년에 공민왕의 배원정책이 시행되자 기철(奇轍)과 연루된 죄로 체포되어 장형(杖刑)을 받고 가라산(加羅山)으로 유배됐다. 김용(金鏞)은 조일신의 난이 일어났을 때 궁중에서 관망했다. 김용은 본래 친원파인데, 친원파를 제거하여 권력을 획득한 복합적인 인물이다. 그는 1363년 순군제조(巡軍提調)가 되어 고려 공민왕을 시해하려고 했으나 실패하고 우정승 홍언박(洪彦博)을 살해했는데, 오히려 일등공신에 봉하여졌으며, 이 후 음모가 탄로나 경주에 유배돼 처형됐다.
홍복원(洪福源, 1206년 ~ 1258년)은 고려의 역신으로, 원나라에 입조하여 몽골이 고려를 칠 때마다 앞잡이가 되어 들어오므로 ‘주인을 무는 개’라고 불렸다. 그의 아들 홍다구는 대몽항쟁으로 전환한 삼별초을 진압했다.

## 인물
- 홍복원
- 홍다구
- 기철
- 기황후
- 왕중귀
- 권겸
- 노책
- 임자송
- 조일신
- 조휘
- 조소생
- 최탄
- 탁청
- 김의
- 김보
- 김용

## 같이 보기
- 권문세족